# Підлісне (заказник)
Підлі́сне — гідрологічний заказник місцевого значення в Україні. Розташований у межах Козелецького району Чернігівської області, на північ від села Підлісне. 
Площа 120 га. Оголошений рішенням Чернігівського облвиконкому від 24.12.1979 № 561. Перебуває у віданні Підлісненської сільської ради. 
Охороняється лучно-болотний масив на лівобережній терасі Десни з типовою для Чернігівського Полісся флорою та фауною. Є невеликі водойми. Особливо багате лучне і лучно-болотне різнотрав'я.